# Bosco Chiesanuova
Bosco Chiesanuova é uma comuna italiana da região do Vêneto, província de Verona, com cerca de 3.162 habitantes. Estende-se por uma área de 64,66 km², tendo uma densidade populacional de 49 hab/km². Faz fronteira com Ala (TN), Cerro Veronese, Erbezzo, Grezzana, Roverè Veronese, Selva di Progno.

## Demografia
| Variação demográfica do município entre 1861 e 2011                               |
|                                                                                   |
| Fonte: Istituto Nazionale di Statistica (ISTAT) - Elaboração gráfica da Wikipedia |